# Onukia corporaali
Onukia corporaali är en insektsart som beskrevs av Baker 1923. Onukia corporaali ingår i släktet Onukia och familjen dvärgstritar. Inga underarter finns listade i Catalogue of Life.